# Vilhelmsberg, Lerums kommun
Vilhelmsberg är en bebyggelse i Stora Lundby socken i Lerums kommun i Västergötland. Området avgränsades till en småort före 2015 för att därefter räknas till tätorten Lerum.